# Arteriola eferente del glomérulo

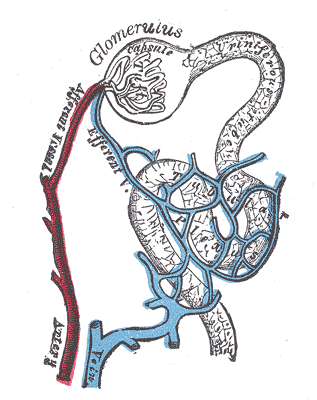
Distribución de los vasos sanguíneos en la corteza del riñón.

Las arteriolas eferentes son vasos sanguíneos que forman parte del sistema urinario de muchos animales. Las arteriolas eferentes se forman de una convergencia de vasos capilares del glomérulo.
En el riñón de los mamíferos, dependiendo de la localización de los glomérulos de los cuales se originan, las arteriolas eferentes siguen dos cursos marcadamente diferentes.
En el riñón del mamífero, cerca del 15% de los glomérulos descansan cerca del límite entre la corteza y la médulal renales y son conocidos como glomérulo yuxtamedulares. El resto son simples glomérulos corticales indiferenciados.

## Arteriolas eferentes en los glomérulos corticales indiferenciados
Las arteriolas eferentes de los glomérulos corticales indiferenciados son las más simples.
Inmediatamente después de dejar el glomérulo se dividen en tubos capilares y se convierten en parte de un rico plexo de vasos que rodean las porciones corticales de los túbulos renales.
Su principal función es recibir el  de estos túbulos y llevarlo a la circulación general.

## Arteriolas eferentes en los glomérulos yuxtamedulares
Las arteriolas eferentes de los glomérulos yuxtamedulares son muy diferentes. Se dividen, pero forman paquetes de vasos (arteriolae recti) que cruzan la zona externa de la médula para perfundir la zona interna.
Los vasos que retornan de la médula interna (venulae recti?) se esparcen en una manera altamente regular entre la arteriolae recti descendentes para formar una bien organizada mirabile rete??.
Este rete?? es responsable del aislamiento osmótico de la médula interna del resto del riñón y así permite, cuando las circunstancias lo requieran, la excreción de una orina hipertónica.
Interesantemente, puesto que el rete también aísla la médula interna del intercambio gaseoso, cualquier metabolismo en esta área es anaerobio, y los glóbulos rojos, que no sirven a ningún propósito allí, son ordinariamente desviados de la arteriolae recti por un mecanismo desconocido en el plexo capilar que rodea los túbulos de la zona externa de la médula.
La sangre en este plexo y retornando de la médula interna encuentra su camino a la vena renal y a la circulación general por rutas similares a las que proporciona el drenaje para el resto de la corteza.

## Imágenes adicionales

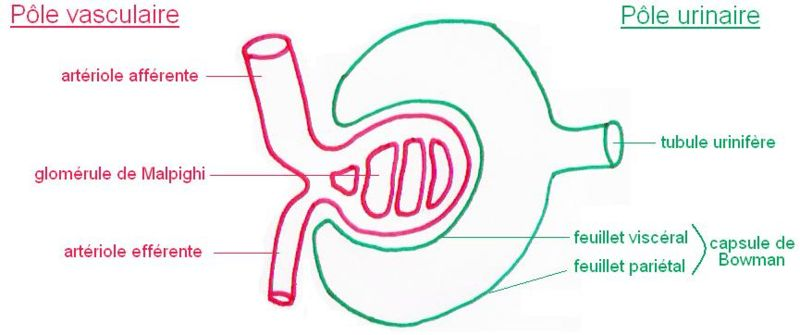
Corpúsculo de Malphigian.
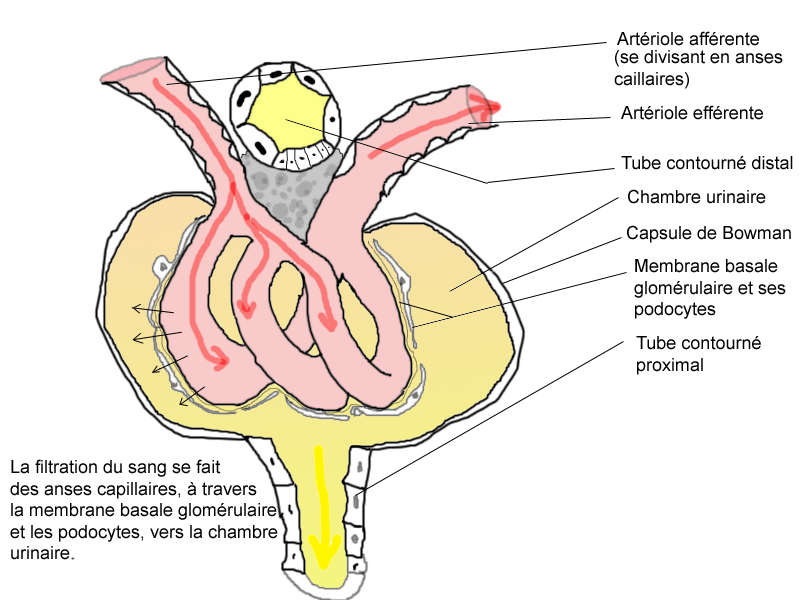
Glomérulo.